# Villalobos (Kasztília és León)
Villalobos egy község Spanyolországban,  Zamora tartományban. Villalobos Vega de Villalobos, Villanueva del Campo, Prado, Cerecinos de Campos, San Esteban del Molar és Fuentes de Ropel községekkel határos. Lakosainak száma 193 fő (2024).

## Népesség
A település népessége az utóbbi években az alábbiak szerint változott:
| Lakosok száma | 315  | 295  | 324  | 317  | 303  | 274  | 255  | 239  | 224  | 193  |
|               | 2001 | 2004 | 2007 | 2009 | 2012 | 2014 | 2017 | 2019 | 2022 | 2024 |